# Alex Lutz

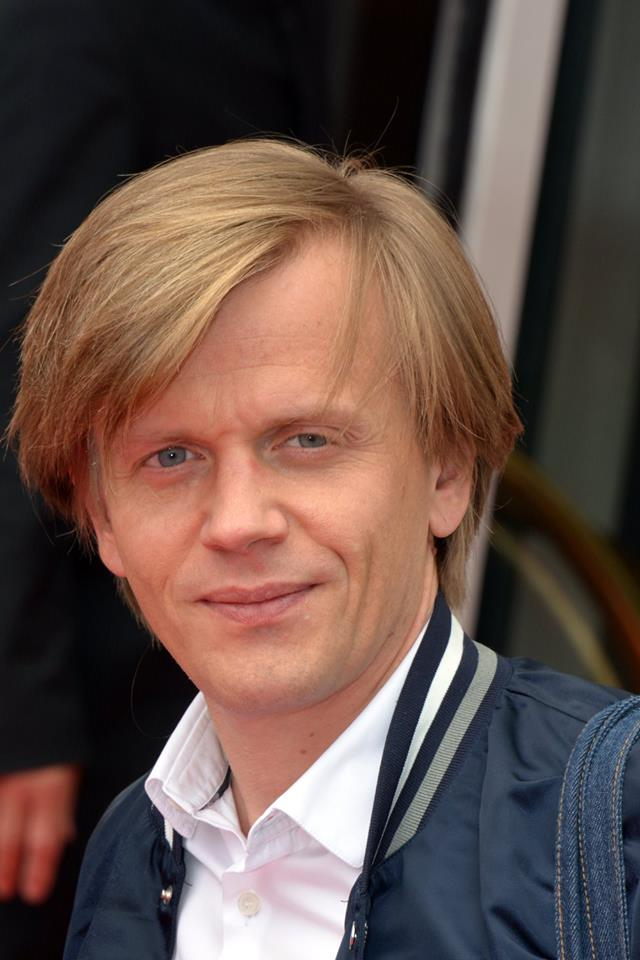
Alex Lutz (2018)

Alex Lutz (* 24. August 1978 in Straßburg, Frankreich) ist ein französischer Schauspieler, Theaterregisseur (Metteur en Scène) und Komiker.

## Leben

### Kindheit und Anfänge beim Theater
Aufgrund einer Dyslexie lernte Lutz erst spät Lesen. Er besuchte die École du Conseil des XV, das Collège du Parc in Illkirch, das Lycée Jean-Monnet und schließlich das Lycée international des Pontonniers. Er beendete die Schulzeit mit dem Baccalauréat.
Während eines Studiums der bildenden Kunst spielte Lutz Theater, so war er am Théâtre Jeune Public unter Leitung von André Pomarat zu sehen. Hier wurde Lutz von Pascale Spengler entdeckt, der ihn in seine Theatergruppe Les foirades aufnahm. Lutz blieb bis 2000 bei dieser Gruppe, wo er auch Regieassistent wurde. Bereits im Jahr 1996 gründete Lutz die Theatergruppe Le coût de la pomme, mit der er verschiedene, teilweise auch selbstgeschriebene, Theaterstücke aufführte.

### Regie- und Schauspielkarriere

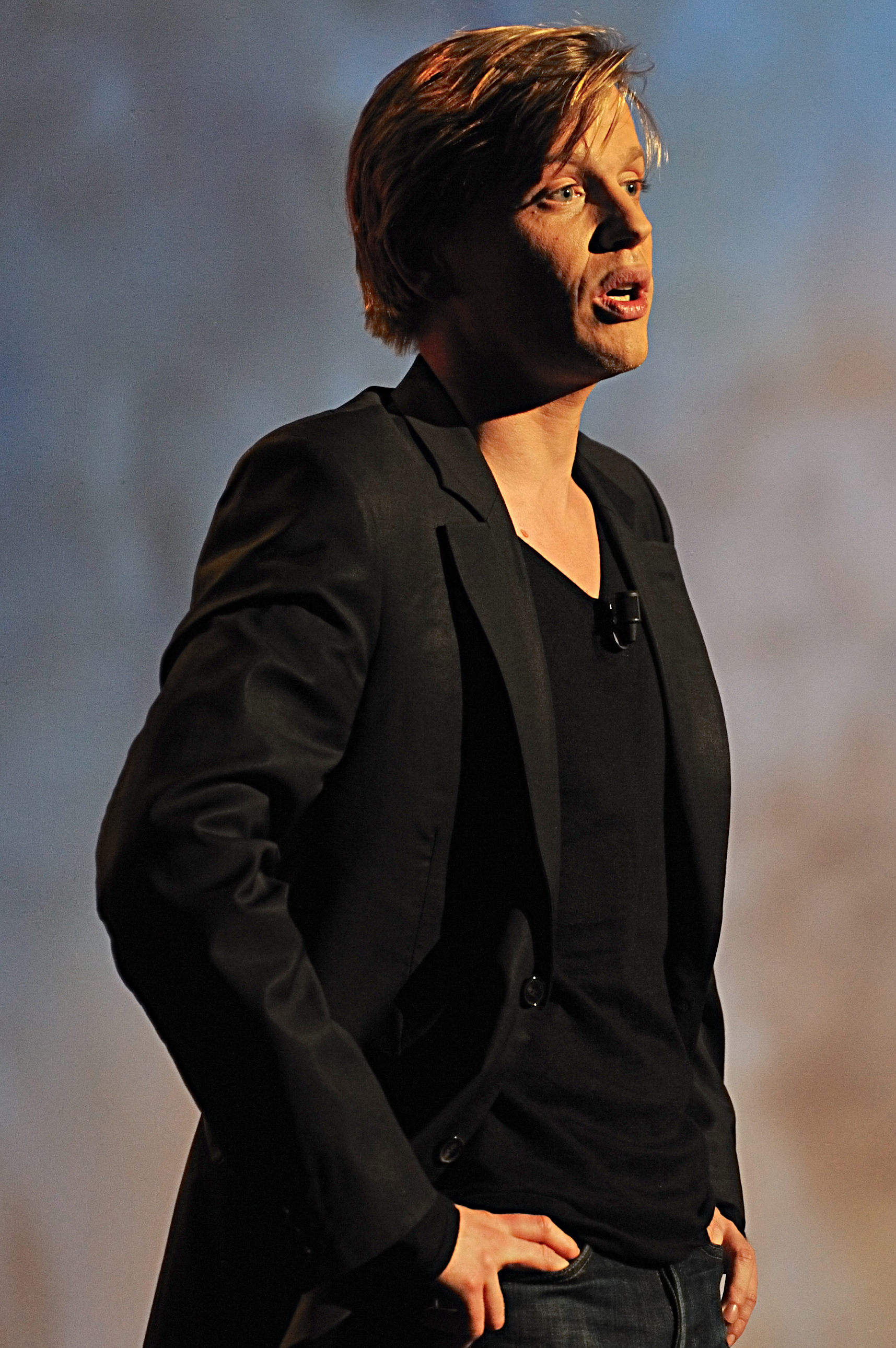
Alex Lutz beim Festival de rire de Montreux 2010

Nach diversen Spektakeln schlug ihm Bernard Verley vor, die Fernsehserie Malone auf TF1 zu übernehmen. Er lernte dort Sylvie Joly kennen, mit er später das Theaterstück La cerise sur le gâteau im Théâtre des Mathurins auf die Bühne brachte. Gleichermaßen hatte Lutz Rollen in verschiedenen Fernsehserien inne und spielte ab Januar 2007 seine One-Man-Show Triple lutz. Von September bis Dezember 2007 war er Teil einer von Pierre Palmade zusammengestellten Gruppe an Komikern, die in seiner Show Made in Palmade auftreten sollen. Neben Lutz waren in diesem Team unter anderem Anne-Elisabeth Blateau, Noémie de Lattre, Delphine Baril, Sébastien Castro und Arnaud Tsamere. Im Oktober 2008 sie brachten sie Palmades Stück Le comique auf die Bühne, das 2009 für einen Molière nominiert wurde und das 2010 auch auf Tournée ging.
Im Jahr 2009 spielte Lutz im Film OSS 117 – Er selbst ist sich genug Heinrich, den Sohn eines Nationalsozialisten. Aufgrund guter Kritiken wurde Lutz dem Filmpublikum deutlich bekannter. Das Fernsehen bot ihm 2011 mit Catherine dans La revue de presse, die im Rahmen der Sendung Le petit journal auf Canal+ ausgestrahlt wurde, die Möglichkeit, vor einem großen Publikum aufzutreten. Außerdem trat Lutz 2011 lange Zeit im Théâtre du Splendid in Paris und im Februar 2012 im Folies Bergères auf. Seine Stücke schrieb er zusammen mit seiner Frau Mathilde Vial. Im Kino folgten für Lutz eher kleinere Rollen wie zum Beispiel in Turf von Fabien Onteniente. Das Jahr 2015 gab Lutz die Möglichkeit, Kinoregisseur zu werden. Er schrieb das Drehbuch für die Komödie Le talent de mes amis, in der er auch die Hauptrolle spielt.
Am 23. Mai 2016 wurde die Preisverleihung des Molière 2016  auf France 2 ausgestrahlt, die von Lutz gestaltet wurde und bei der er auch den Prix de l’humour verliehen hat, der im selben Jahr erst eingeführt wurde.

### Privatleben
Alex Lutz ist seit 1998 mit Mathilde Vial zusammen. Ihr Sohn wurde 2007 geboren. Sie heirateten im Oktober 2015.

## Als Theaterregisseur
- 2003: Adélaïde ma grande; Liederspektakel von Brigitte Renaud
- 2004: André le maginifique
- 2004: Fans, je vous aime ! von Pierre Palmade, Henri Mitton, Jean-Loup Dabadie, Sylvie Joly; Rege mit Bruno Agati
- 2005: La cerise sur le gâteau von Sylvie Joly
- 2008: Le comique von und mit Pierre Palmade
- 2010: J’ai jamais été aussi vieux von und mit Pierre Palmade
- 2010:  Autor und Regisseur von Le gala sur son 31; Live-Sendung auf France 4
- 2009–2014: Dernières avant Vegas von Audrey Lamy und Alex Lutz als Co-Autor
- 2012: Ils se re-aiment von und mit Pierre Palmade und Michèle Laroque
- 2013: Le débarquement, Comedy-Show auf Grundlage der Saturday Night Live, Live am 18. Januar 2013 auf Canal+ ausgestrahlt
- 2013: George Sand et moi! von und mit Caroline Loeb, Tom Dingler als Co-Autor

## Filmografie (Auswahl)
- 2004: L’étrangleur de l’est – Regie: Cédric Chambin (Kurzfilm)
- 2008: Female Agents – Geheimkommando Phoenix (Les femmes de l'ombre) – Regie: Jean-Paul Salomé
- 2008: Les fées cloches (TV)
- 2009: Déformations professionnelles (TV-Mehrteiler)
- 2009: OSS 117 – Er selbst ist sich genug (OSS 117 : Rio ne répond plus) – Regie: Michel Hazanavicius
- 2010: Il reste du jambon? – Regie: Anne De Petrini
- 2010–2011: La plus pire semaine de ma vie (TV-Serie, zwei Folgen)
- 2011: Soda (TV-Serie)
- 2011: La croisière – Regie: Pascale Pouzadoux
- 2011: Hollywoo – Regie: Frédéric Berthe
- 2011: Le grand restaurant II (TV)
- 2011: Mein Stück vom Kuchen (Ma part du gâteau) – Regie: Cédric Klapisch
- 2012: Porn in the Hood – Die Gang ohne Bang (Les Kaïra) – Regie: Franck Gastambide
- 2012: La rentrée des émissions (TV-Kurzfilm)
- 2012: Willkommen in der Bretagne (Bowling) – Regie: Marie-Castille Mention-Schaar
- 2013: Turf – Regie: Fabien Onteniente
- 2013: Paris um jeden Preis (Paris à tout prix) – Regie: Reem Kherici
- 2014: French Women – Was Frauen wirklich wollen (Sous les jupes des filles) – Regie: Audrey Dana
- 2015: Le talent de mes amis (auch Regie)
- 2015: Paris-Willouby – Regie: Quentin Reynaud und Arthur Delaire
- 2015: Home – Ein smektakulärer Trip (En route!)
- 2016: Die Besucher – Sturm auf die Bastille (Les visiteurs: La révolution) – Regie: Jean-Marie Poiré
- 2016: Jamais contente – Regie: Émilie Deleuze
- 2016: Un petit boulot – Regie: Pascal Chaumeil
- 2017: Docteur Knock – Ein Arzt mit gewissen Nebenwirkungen (Knock) – Regie: Lorraine Lévy
- 2018: Spirou und Fantasio (Spirou et Fantasio) – Regie: Alexandre Coffre
- 2018: Guy (auch Regie)
- 2018: Asterix und das Geheimnis des Zaubertranks (Astérix: Le secret de la potion magique) – Regie: Alexandre Astier, Louis Clichy
- 2020: Baron Noir (Fernsehserie, 7 Folgen)
- 2020: Aus der Spur (Dérapages, Fernsehsechsteiler)
- 2021: Vortex (Untertitel der deutschen Fassung: Strudel des Lebens) – Regie: Gaspar Noé
- 2023: Une nuit (auch Regie und Drehbuch)
- 2024: Le tableau volé
- 2024: Becoming Karl Lagerfeld (Miniserie)

## Auszeichnungen (Auswahl)
- 2019: Auszeichnung César 2019, Bester Hauptdarsteller für Guy
- 2019: Nominierung César, Bester Film und Bestes Original-Drehbuch und Beste Regie für Guy
- 2019: Nominierung Globes de Cristal, Bester Film/Komödie und Bester Darsteller/Komödie, für Guy
- 2019: Auszeichnung Prix Lumières, Bester Darsteller, für Guy
- 2019: Nominierung Prix Lumières, Bester Film, für Guy